# Sven Willner
Sven Willner, född 12 april 1918 i Purmo, Finland, död 26 december 2012 i Åbo, var en finlandssvensk författare och journalist.

## Biografi
I sina självbiografiska böcker har Willner skildrat sin uppväxt som ett av tio syskon i ett frikyrkligt småbrukarsamhälle. Uppväxtmiljö gav honom en antimilitaristisk övertygelse, vilken senare starkt befästes av hans krigstjänst. Detta genomsyrar också hans självbiografiska böcker, där även pacifismen kommer starkt till uttryck.
Efter kriget antogs Willner vid Svenska medborgarhögskolan i Helsingfors, där han utexaminerades som socionom 1947. Han arbetade sedan på tidningen Österbottningen som journalist 1948-56 och som redaktionssekreterare för tidningen Västra Nyland 1956-62 och som kulturjournalist där 1962-81.
Efter sin debut som författare 1964 blev Willner en produktiv essäist, självlärd forskare och debattör. Som journalist var han samtidigt, från och med 1960-talet, en liberal vänsterröst i den borgerligt sinnade tidningen Västra Nyland. Efter sin pensionering verkade han sedan i femton år i Helsingfors som fri författare fram till att han 1997 bosatte sig i Åbo.

## Utmärkelser
Willner tilldelades det statliga litteraturpriset 1971 och Finlandspriset år 2000.

## Skriftlig produktion
Willner publicerade speciellt samlingar av essäer, men också ett antal memoarer .
- På flykt från världsåskådningar, 1964,
- Om krig, essäer, 1966,
- Dikt och politik, essäer, 1968,
- Möjligheter, 1970,
- Öppna dörrar, essäer, 1972,
- Mellan hammaren och städet, essäer, 1974,
- Tillbaka, memoarer, 1976,
- Tecken och spår, essäer, 1978,
- Sten i glashus, memoarer, 1978,
- Söner av nederlaget, 1979,
- In i framtiden, essäer, 1980,
- Sommarbrev, 1982,
- Vägar till poesin, essäer, 1985,
- Det anonyma 50-talet, essäer, 1988,
- Mellan tvång och frihet, essäer,1989,
- Utkik från en småstad. Minnen, funderingar, memoarer, 1991,
- Vandring i labyrint, essäer, 1994,
- Hur de innerst voro. Minnesfragment och funderingar över livet, kärleken, åldrandet, döden, memoarer, 1998,
- Innanför eller utanför, essäer, 2003,